# João da Silva Carrão
João da Silva Carrão (Curitiba, 14 de maio de 1810 – Rio de Janeiro, 4 de junho de 1888), também conhecido como Conselheiro Carrão, foi um advogado, jornalista e político brasileiro.

## Vida
Filho do capitão Antonio José da Silva Carrão (ou Carram) e Ana Maria Cortez, começou seus estudos secundários em Curitiba e os terminou em Sorocaba. Bacharelou-se e Direito na Faculdade de São Paulo. Foi Presidente da Província do Pará, de 26 de outubro de 1857 a 24 de maio de 1858, deputado provincial, deputado geral, ministro da Fazenda (ver Gabinete Olinda de 1865) e senador do Império do Brasil de 1880 a 1888.